# 구다라노코니키시씨
구다라노코니키시 씨(일본어: 百済王氏)는 백제 마지막 왕인 의자왕의 직계손 선광(善光, 禅広)을 선조로 하는 씨족이다. 지토 천황 시기에 성씨를 받았다고 여겨진다. 한자를 그대로 읽으면 백제왕씨가 된다.

## 개요
'구다라(百濟)'를 성씨로서 지칭하는 씨족은 《신찬성씨록》여기저기에 산견되고 있다. 하지만 고니키시(王)라는 카바네(姓)를 사용한 것은 고마노고니키시(高麗王) 외에는 유일한 사례로서, 한때는 일본 내에서 백제를 상징하는 존재로서 여겨졌던 것으로 보인다. 또한 엔랴쿠(延曆) 9년(790년)에 스가노노 아손(菅野朝臣)의 개성상표에서, 당사자인 스가노노 사네미치(菅野眞道)뿐 아니라 구다라노고니키시 닌죠(百濟王仁貞) 등이 그 후견인으로 나오는 것을 볼 때 그들이 일본 내에서 백제계 도래 씨족들 사이에서는 '종가'의 입장에 있었음을 추정할 수 있다. 구다라노고니키시 씨족의 본거지는 원래 나니와(難波)에 있었으나, 그 뒤 북부 가와치노쿠니 카타노군(交野郡) 나카노미야노사토(中宮鄕)로 옮겨서, 그 땅에 구다라노고니키시 씨족의 사묘와 절을 지었다. 절은 중세에 소실되고, 현재는 사묘인 구다라오(百濟王) 진쟈만이 일본 오사카부 히라카타시에 남아 있다.

## 역사

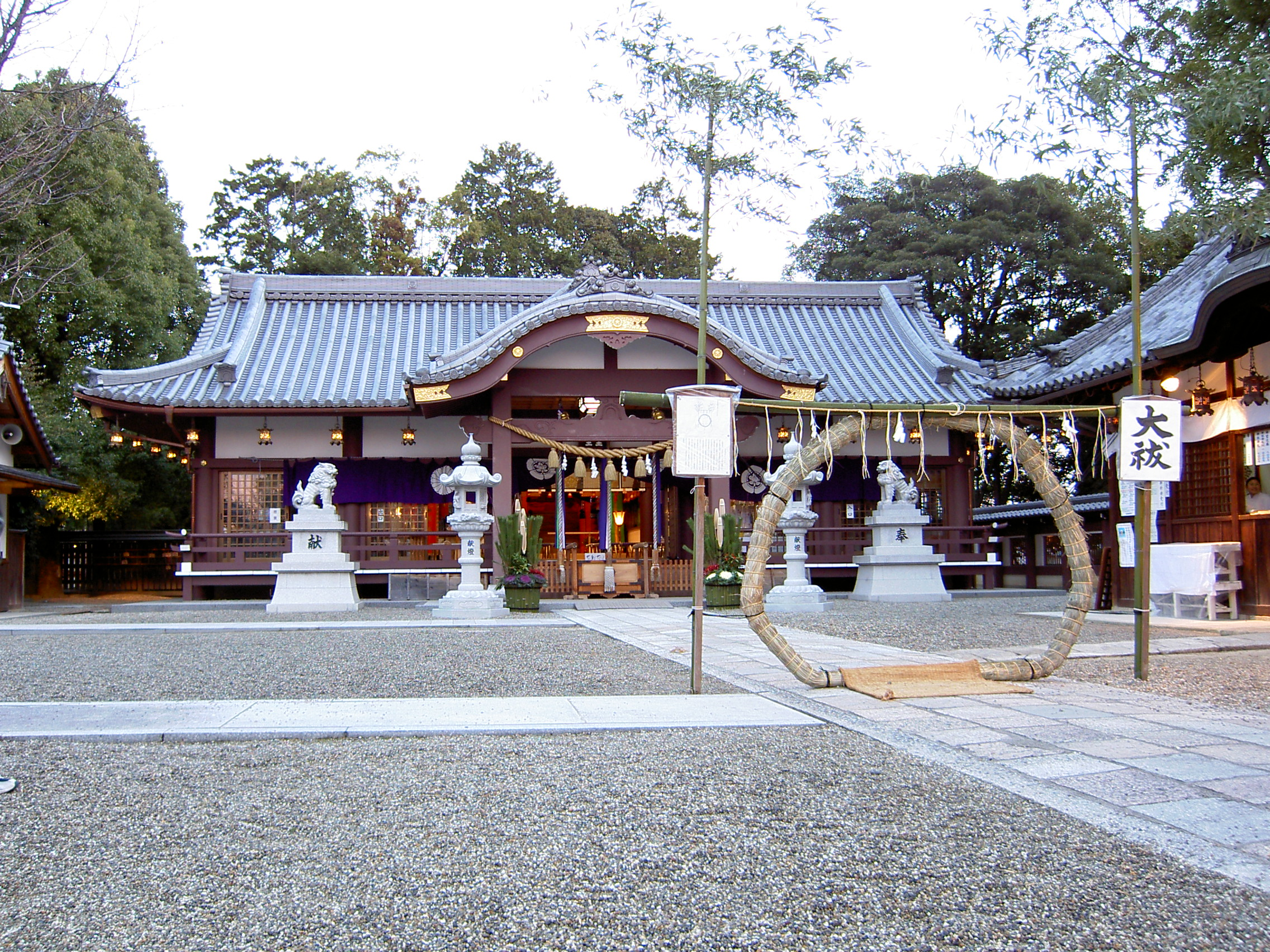
구다라오 진쟈. 일본의 신인 스사노오노 미코토(進雄命)와 함께, 역대 백제왕들을 신으로 모시고 있다.

구다라노고니키시 일족의 선조로 알려진, 백제 의자왕의 왕자 선광은 의자왕의 다른 왕자인 풍장(豊璋)을 따라 왜국으로 왔고, 660년 나(羅)·당(唐) 연합군의 공격으로 백제가 멸망한 뒤 부흥군에 의해 새로운 백제왕으로 추대된 풍장이 백제로 간 뒤에도 그대로 왜국에 남았다. 663년 백강구 전투에서 백제와 왜의 연합군은 나·당 연합군에게 패하고 풍장은 고구려로 망명하면서 백제 부흥은 사실상 종말을 고했고 선광은 일본에 남아 백제 왕실의 혈통을 전하게 되었다.
나라 시대 말기에는 구다라노고니키시 슌테츠(百濟王俊哲)가 무쓰노카미(陸奧守) 겸 진슈쇼군(鎭守將軍)·정이부사(征夷副使) 등으로 임명되고, 구다라노고니키시 부쿄(百濟王武鏡)는 데와노카미(出羽守)가 되는 등, 교후쿠 이래로 일본 동북 지방의 경영과 정이(征夷, 에미시 토벌) 사업을 맡아 헤이안 중기까지 중급 귀족으로서 존속했다.
헤이안(平安) 초기에는 간무(桓武) 천황의 생모가 백제계 도래 씨족 출신이었기에 천황의 외척으로서 후대받았다. 또한 일족의 여자를 간무 천황·사가(嵯峨) 천황 등의 후궁으로 들여보내, 천황과는 사적인 연줄을 얻어 번영을 누렸다. 오늘날 구다라노고니키시 진쟈의 신주(神主, 제주) 집안인 미마쓰(三松) 집안은 구다라노고니키시 씨족의 후예로 자처하고 있다.

## 인물

### 아스카 시대의 인물
- 백제왕선광(百濟王善光, 601∼687): 지토 천황으로부터 구다라노고니키시라는 씨족 카바네를 하사받았으며, 사후 정3위로 추증됨.
- 구다라노고니키시 죠쇼(百濟王昌成, ?-674）

### 아스카 시대에서 나라 시대 초기까지의 인물
- 구다라노고니키시 엔보(百濟王遠寶): 700년 10월에 종5위하로 히타치노카미(常陸守)가 되었으며 708년 3월에 정5위상 좌위사독에 임명됨. 713년 4월에 종4위하가 되었음. 734년에 사망.
- 구다라노고니키시 로우구(百濟王朗虞, 661∼737): 703년 8월에 종5위상 이요노카미(伊予守), 704년에 대학두를 맡았으며 715년 1월에 정5위상이 됨. 717년 1월에 종4위하 셋쓰노시키(攝津職)를 지냄.[7] 산미(散位)로 사망.
- 구다라노고니키시 난젠(百濟王南典, 666-758): 708년 3월에 종4위하 히젠노카미(備前守)를 지내고 715년 1월에 종4위상이 됨. 721년 6월 하리마노아제치, 723년 1월에 정4위하가 됨. 11년만인 735년 4월에는 정4위상으로 승진. 737년 9월에 종3위가 됨. 덴표호지 2년(758)에 92세로 사망.

### 나라 시대의 인물
- 구다라노고니키시 지쿄(百済王慈敬): 엔보의 아들. 735년 4월에 난젠과 함께 종5위하로 입내.
- 구다라노고니키시 고우츄(百済王孝忠): 736년 1월에 정6위상에서 종5위하로 승진하여 입내. 738년에는 도토미노카미(遠江守)로 부임. 746년 10월에 다자이노다이니(大宰大貳)로 임명. 747년 1월에 정5위하에서 정5위상으로 올랐고 748년 2월에 다시 종4위하가 됨. 749년 8월에 시비츄다이소필(紫微中臺少弼), 750년 3월에 종4위하 이즈모노카미가 됨.
- 구다라노고니키시 쿄후쿠(百済王敬福, 697-766): 739년 4월에 정6위상에서 종5위하로 승진. 743년 6월에 무쓰노카미로 임명되었다가 746년 4월에 카모우사노카미가 됨. 746년 9월에 다시 무쓰노카미로 임명되어 무쓰노카미에서 일본 최초의 금광을 발견. 749년 4월 22일에 황금 9백 냥을 진상. 750년 5월에 궁내경으로 종3위 형부경(刑部卿)을 지냄.

### 나라 시대 말기에서 헤이안 시대 초기까지의 인물
- 구다라노고니키시 리하쿠(百済王理伯): 771년 7월에 종4위하 이세노카미가 되었고 774년에는 우경대부가 되었으나 776년 6월에 사망.
- 구다라노고니키시 부쿄우(百済王武鏡): 771년 7월에 종5위하 주계두, 774년에 데와노카미를 지내고 776년 1월에 종5위상으로 승진.
- 구다라노고니키시 메이신(百済王明信, ?-815): 상시(尙侍)로 후지와라노 쓰구타다(藤原継縄)에게 시집감.
- 구다라노고니키시 쥰테츠(百済王俊哲): 무관으로서 출세해 775년 11월에 무쓰 국의 에미시가 모모요(桃生) 성을 공격하였을 때 진슈쇼군(鎮守将軍) 오오토모노 스루가마로(大伴駿河麻呂)를 도와 격퇴하는데 공을 세워 종6위상으로서 훈6등을 서훈받고, 778년 6월에도 데와 국에서 에미시를 물리친 공으로 훈5등을 서훈받음. 이후 780년 3월에 종5위하로 승진하여, 6월에는 무쓰의 진수부장군(鎭守副將軍)으로서 에미시의 반란을 진압하였다.
- 구다라노고니키시 닌죠우(百済王仁貞): 771년 1월에 정6위상에서 종5위하로 승진하고 10월에 에몬노곤노스케(衛門員外佐)가 되었다.
- 구다라노고니키시 쿄호쿠(百済王教法): 간무 천황의 뇨고(女御).
- 구다라노고니키시 쿄우닌(百済王教仁): 간무 천황의 후궁.
- 구다라노고니키시 쿄토쿠(百済王教徳)

### 헤이안 시대 전기의 인물
- 구다라노고니키시 쿄우슌(百済王教俊)
- 구다라노고니키시 키묘우(百済王貴命): 쿄우슌의 딸로 사가 천황의 뇨고(女御).
- 구다라노고니키시 케이묘우(百済王慶命): 상시로 사가 천황의 후궁.

### 헤이안 시대 중기의 인물
- 구다라노고니키시 쇼우기(百済王勝義, 779-855년 7월)
- 구다라노고니키시 데이렌(百済王貞連)

## 계보
구다라노고니키시 씨족은 자세한 계도가 전해지지 않을 뿐 아니라, 계보 관계가 불분명한 인물도 많다. 《속군서유종(続群書類従)》계보부에 구다라노고니키시 집안의 계보도가 수록되어 있었다고는 하지만 오늘날에는 전해지지 않으며, 또 구다라노고니키시 씨족의 후예를 자처하는 미마츠씨의 계보 《구다라노고니키시 미마츠씨 계도(百済王三松氏系圖)》가 존재하기는 하지만 그 사료 가치에 대해서는 의문이 있어, 오늘날 일본의 주요 사전류에서도 채택받지 못하고 있다.
（《쇼쿠니혼키》덴표진고(天平神護) 2년 6월 임자조, 구다라노고니키시 쿄후쿠 사망 당시의 기록에 의거)
|  |  |                   |                   |                   |                   |                   |                   |  |  |  |  | 의자왕 義慈王                        |                                      |                                      |                                      |                                      |                                      |  |  |  |  |  |  |  |  |  |  |  |  |  |  |
|  |  |                   |                   |                   |                   |                   |                   |  |  |  |  |                                      |                                      |                                      |                                      |                                      |                                      |  |  |  |  |  |  |  |  |  |  |  |  |  |  |
|  |  |                   |                   |                   |                   |                   |                   |  |  |  |  |                                      |                                      |                                      |                                      |                                      |                                      |  |  |  |  |  |  |  |  |  |  |  |  |  |  |
|  |  | 부여풍장 扶餘豊璋 | 부여풍장 扶餘豊璋 | 부여풍장 扶餘豊璋 | 부여풍장 扶餘豊璋 | 부여풍장 扶餘豊璋 | 부여풍장 扶餘豊璋 |  |  |  |  | 구다라노코니키시 요시미츠 百濟王善光 | 구다라노코니키시 요시미츠 百濟王善光 | 구다라노코니키시 요시미츠 百濟王善光 | 구다라노코니키시 요시미츠 百濟王善光 | 구다라노코니키시 요시미츠 百濟王善光 | 구다라노코니키시 요시미츠 百濟王善光 |  |  |  |  |  |  |  |  |  |  |  |  |  |  |
|  |  | 부여풍장 扶餘豊璋 | 부여풍장 扶餘豊璋 | 부여풍장 扶餘豊璋 | 부여풍장 扶餘豊璋 | 부여풍장 扶餘豊璋 | 부여풍장 扶餘豊璋 |  |  |  |  | 구다라노코니키시 요시미츠 百濟王善光 | 구다라노코니키시 요시미츠 百濟王善光 | 구다라노코니키시 요시미츠 百濟王善光 | 구다라노코니키시 요시미츠 百濟王善光 | 구다라노코니키시 요시미츠 百濟王善光 | 구다라노코니키시 요시미츠 百濟王善光 |  |  |  |  |  |  |  |  |  |  |  |  |  |  |
|  |  |                   |                   |                   |                   |                   |                   |  |  |  |  | 구다라노코니키시 쇼죠 百濟王昌成     |                                      |                                      |                                      |                                      |                                      |  |  |  |  |  |  |  |  |  |  |  |  |  |  |
|  |  |                   |                   |                   |                   |                   |                   |  |  |  |  |                                      |                                      |                                      |                                      |                                      |                                      |  |  |  |  |  |  |  |  |  |  |  |  |  |  |
|  |  |                   |                   |                   |                   |                   |                   |  |  |  |  | 구다라노코니키시 로구 百濟王郞虞     |                                      |                                      |                                      |                                      |                                      |  |  |  |  |  |  |  |  |  |  |  |  |  |  |
|  |  |                   |                   |                   |                   |                   |                   |  |  |  |  |                                      |                                      |                                      |                                      |                                      |                                      |  |  |  |  |  |  |  |  |  |  |  |  |  |  |
|  |  |                   |                   |                   |                   |                   |                   |  |  |  |  | 구다라노코니키시 쿄후쿠 百濟王敬福   |                                      |                                      |                                      |                                      |                                      |  |  |  |  |  |  |  |  |  |  |  |  |  |  |

（《구다라노고니키시미마츠씨계도(百済王三松氏系図)》에 수록된 것을 바탕으로 그린 계보도)
```
　　         　　　　      　               의자왕
　　         　　　　    　┏━━━━━━┫
          　　　　　　 부여풍장        백제왕선광
　　　　　　    　　　                        ┃
　　　　　　    　     　           쇼죠(昌成)
　　　　　　 ┏━━━━━━━━━━━┻━━━━━━━━━━━━━━━━━━┳━━━━━━━━━━━━━━━┓
　　　　　　로우구(朗虞)                                      난젠(南典)                엔보우(遠宝)
　　 ┏━━━┻━━━━┳━━━━━━━━━┓   　                      ┃　　　                      ┃
　고우츄(孝忠)    젠푸쿠(全福)     쿄후쿠(敬福)                   암(麿)                  지쿄(慈敬)
　　 ┣━━━┳━━━┓ 　　 ┃ 　　 ┣━━━┳━━━┳━━━┓　　 　┣━━━━━━━━━┳━━━━━┓
   겐츄   산츄  고호우    닌죠    리하쿠   리젠  겐쿄우   부쿄   
에이손
(英孫)  젠죠우(仙宗)  죠손(貞孫)
  (元忠) (三忠) (孝法)  (仁貞)  (理伯) (利善) (玄鏡)  (武鏡)   ┃                ┃
　　 ┃ 　                　 ┃ 　   ┣━━━┳━━━┳━━━┓ 　 쿄우닌(教仁)       준닌(淳仁)
　겐푸(玄風)         센죠(善貞)  준테츠  메이신 에이신 메이혼
     ┃                       (俊哲) (明信) (恵信) (明本)
    ┣━━━┳━━━┓             ┃
  쇼우기  안기    젠기(善義)       ┣━━━━━━┳━━━━━━┳━━━━━━┳━━━━━━━━┓
  (勝義) (安義)                 쇼테츠(聡哲) 쿄토쿠(教徳)  쿄슌(教俊)  쿄호쿠(教法)  키메이(貴命)
          ┃      ┏━━━━━━┳━━━━━┫               ┣━━━━━━┳━━━━━━━┳━━━━━━┳━━━━━━━━┓
　　쿄후쿠(教福) 쿄우닌(鏡仁) 죠우카(貞香) 진토쿠(真徳)     후슌(豊俊)   케이츄(慶仲)  케이세(慶世) 케이메이(慶命) 에이쿄(永慶)
```

## 같이 보기
- 지명
  - 구다라오 신사
  - 구다라지(百濟寺) - 일본 오사카부 히라카타시에 있었던 절
  - 구다라노코오리(百済郡)
- 나라
  - 백제
- 사건
  - 백강 전투
- 성씨
  - 고마씨
  - 도요타 씨
  - 오우치 씨
- 인물
  - 백제의 역대 국왕
    - 의자왕

  - 선광왕
  - 고복덕
  - 고약광
  - 귀실집사
  - 이마이 게이이치(今井啓一)[8]